# Joseph Alois von Attems-Heiligenkreuz
Joseph Alois Graf von Attems-Heiligenkreuz (* 23. Oktober 1780 in Graz; † 13. August 1871 ebenda) war K. K. österreichischer Feldmarschallleutnant und Landkomtur des Deutschen Ordens.

## Leben
Joseph Alois Graf von Attems-Heiligenkreuz wurde als Sohn von Ferdinand Graf von Attems-Heiligenkreuz, Landeshauptmann von der Steiermark und Marianne Freiin von Gall zu Gallenstein (1752–1839), Sternkreuzdame, geboren. Am 8. August 1834 wurde er zum Generalmajor und am 3. März 1856 zum Feldmarschallleutnant (Char. ad hon. u. pens) befördert. Joseph Graf Attems war Garde-Unterleutnant der Kaiserlich-Königlich Erste Arcieren Leibgarde. Er war Landkomtur des Deutschen Ordens, Ballei an der Etsch und im Gebirge und vorher Ritter der Komtur zu Laibach.

## Auszeichnungen
- 1809 Wirklicher K.K. Kämmerer[5]